# Wieża Wodna (Saragossa)

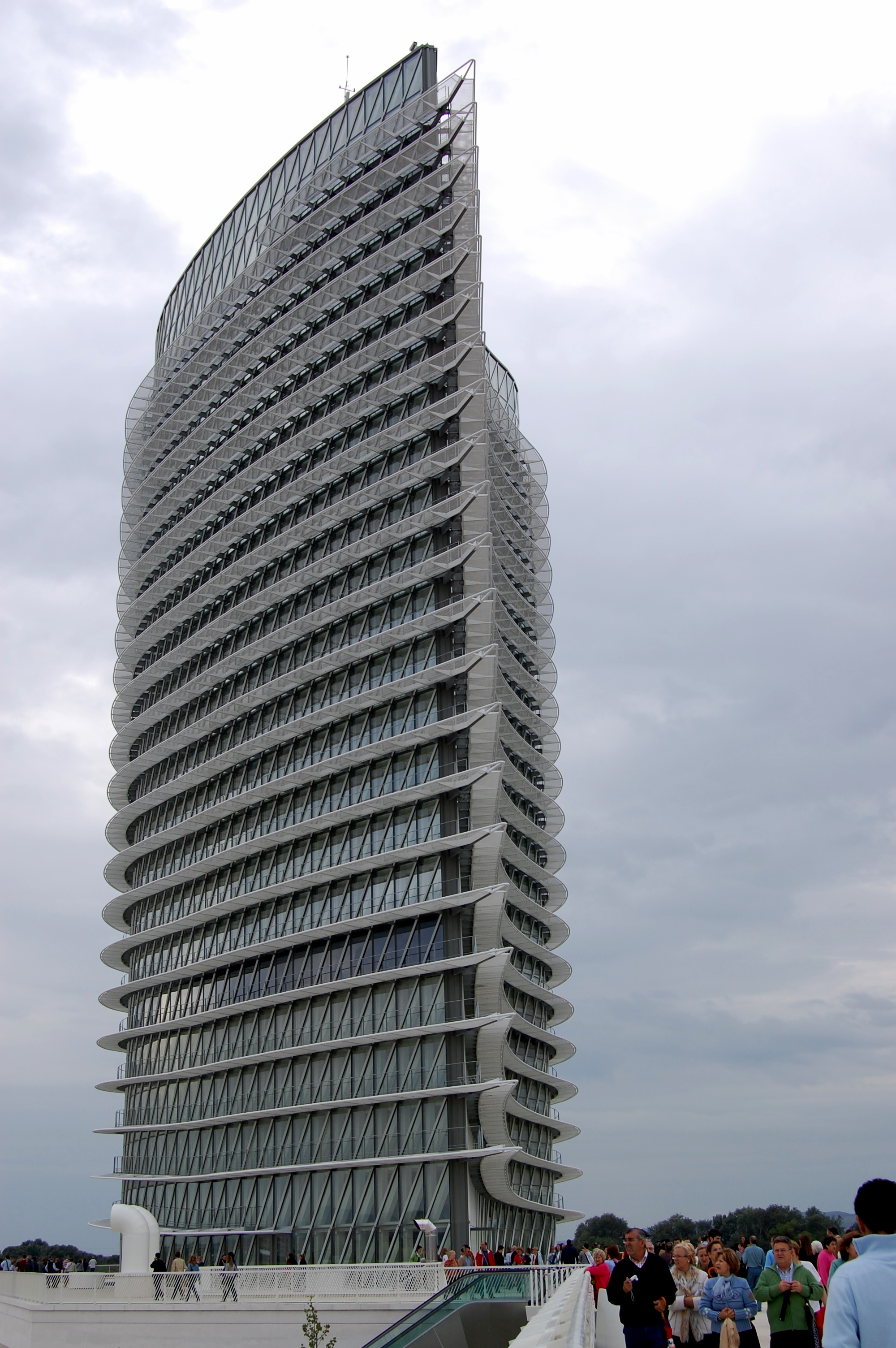
Wieża Wodna w Saragossie.

Wieża Wodna (hiszp. Torre del Agua) została zbudowana na Expo 2008, które odbyło się w Saragossie. Ma wysokość 76 metrów i jest zbudowana z betonu, szkła i stali. Zaprojektował ją Enrique de Teresa.